# 山形県医師信用組合
山形県医師信用組合（やまがたけんいししんようくみあい）は、山形県山形市に本店を置く信用組合。

## 概要
1973年5月設立。山形県内の医師や医療機関を対象とし、山形県全域を事業区域としている。